# 10819 Mahakala
10819 Mahakala (1993 HG) là một tiểu hành tinh vành đai chính được phát hiện ngày 19 tháng 4 năm 1993 bởi J. DeYoung ở U.S. Naval Observatory, Washington.